# Bahnhof Frohnleiten
Der Bahnhof Frohnleiten ist ein S-, Regional- und Fernbahnhof in der gleichnamigen Stadt im steirischen Bezirk Graz-Umgebung. Die Station wird von der S1 in einem 15- bis 60-Minuten-Takt angefahren. Außerdem halten Regionalexpress-Züge nach Unzmarkt, Selzthal, Leoben Hauptbahnhof, Mürzzuschlag, Graz Hauptbahnhof und Spielfeld-Straß sowie seit 15. Dezember 2019 ein täglicher Railjet von Graz Hauptbahnhof nach Villach Hauptbahnhof und seit Dezember 2020 Schnellzüge nach Wien Hauptbahnhof und von Schwarzach-St. Veit nach Graz Hauptbahnhof in Frohnleiten.

## Geschichte
Der Bahnhof wurde im Zuge des Baues der Südbahn im Jahre 1844 eröffnet. 1966 folgte die Renovierung des Bahnhofes und Errichtung eines Inselbahnsteiges mit Personentunnel. Dabei wurde die Mauritzener Hauptstraße in eine Unterführung verlegt.

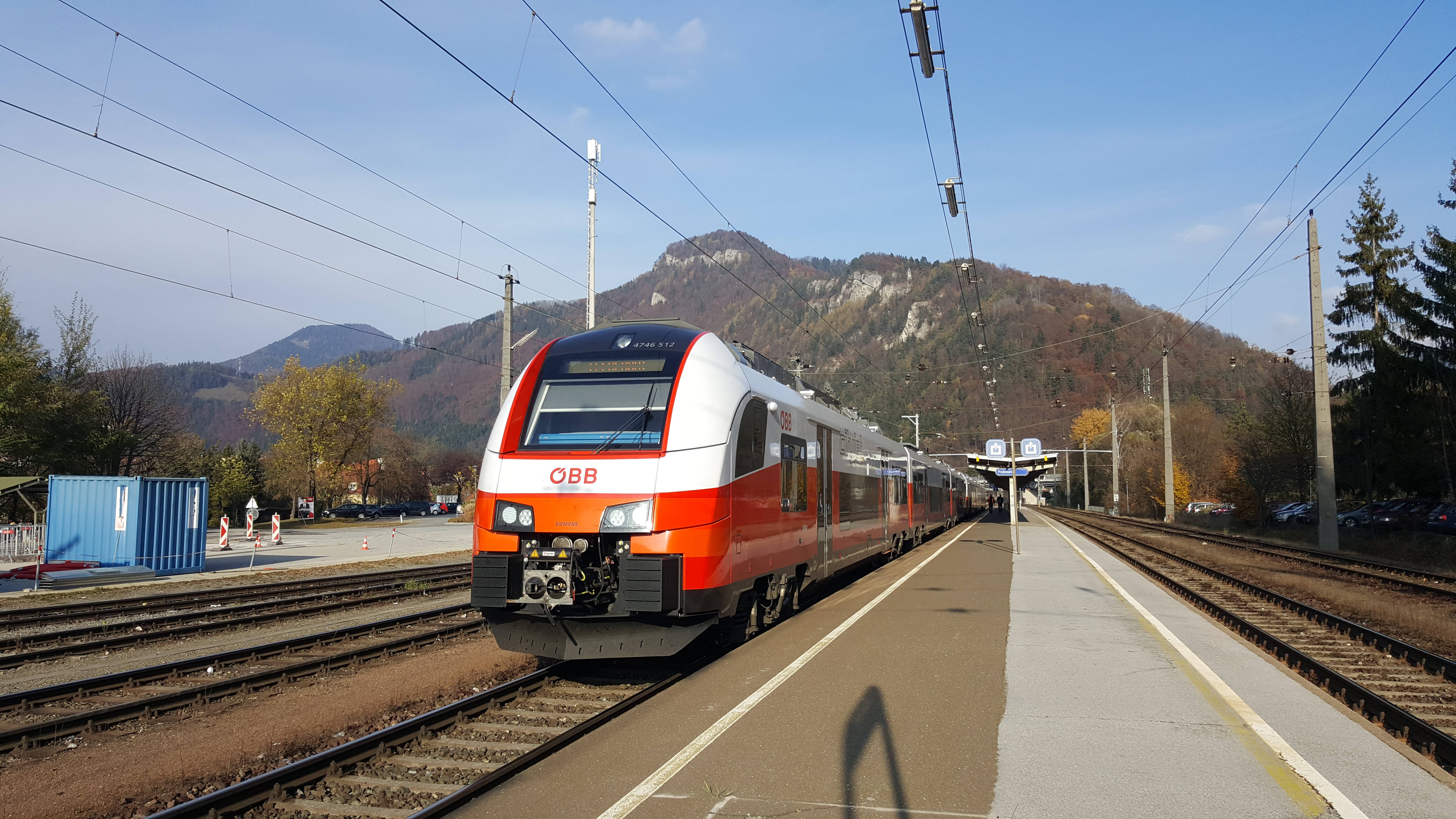
Desiro-ML-Doppeltraktion auf Bahnsteig 1 (vor dem Bahnhofsumbau)

Seit 2007 wird Frohnleiten von der S-Bahnlinie S1 angefahren und ist somit Teil des Netzes der S-Bahn Steiermark. Im Zuge dessen wurde ein Taktverkehr eingerichtet, sodass in der Frühspitze ein, durch REX-Züge verstärkter, 15-Minuten-Takt in Richtung Graz sowie ein 30-Minuten-Takt in Richtung Bruck an der Mur angeboten wird und nachmittags ab 14 Uhr die S1 Frohnleiten in beiden Richtungen in einem 30-Minuten-Takt fährt, wobei in Frohnleiten während des Bahnhofsumbaus die Zugkreuzung zur Symmetrieminute xx:30 bzw. xx:00 erfolgte. Samstags sowie an Sonn- und Feiertagen fährt die S-Bahn im Stundentakt.
Der Bahnhof lag bis 2018 auf einem Hügel, der von der Mauritzener Hauptstraße aus über eine Rampe erreichbar war, und besaß einen ca. 320 m langen Inselbahnsteig, der im Zuge des Bahnhofsumbaues abgetragen wurde.

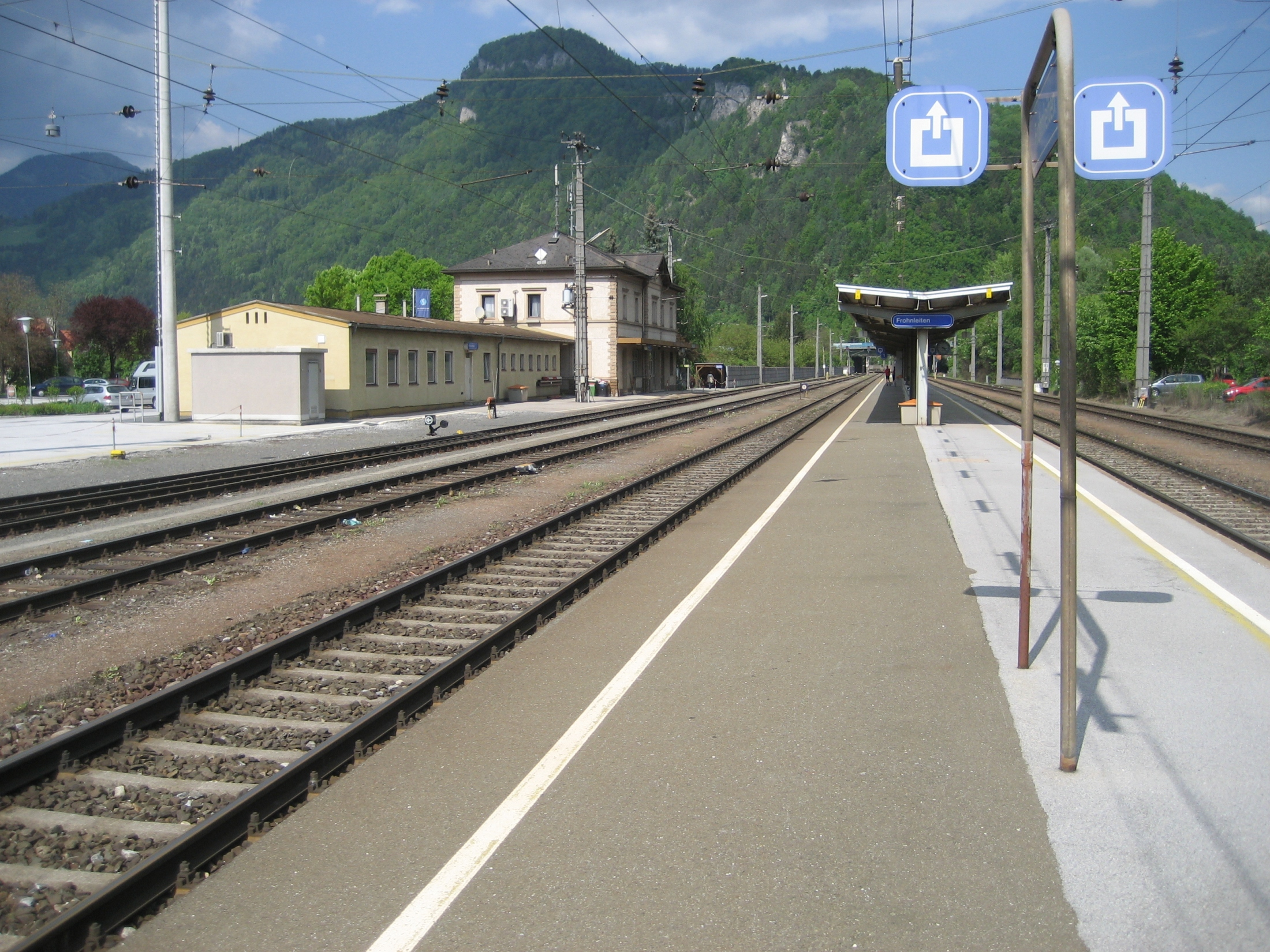
Bahnsteig und Bahnhofsgebäude vor dem Umbau aufgenommen in Richtung Bruck an der Mur

Bei Fahrgästen war der Bahnhof laut dem Bahntest des Verkehrsclubs Österreich vor dem Umbau nicht beliebt. Es wurde neben mangelnder Sauberkeit und einem schlechten Erscheinungsbild auch die unzureichende Barrierefreiheit angeprangert.

## Anlage

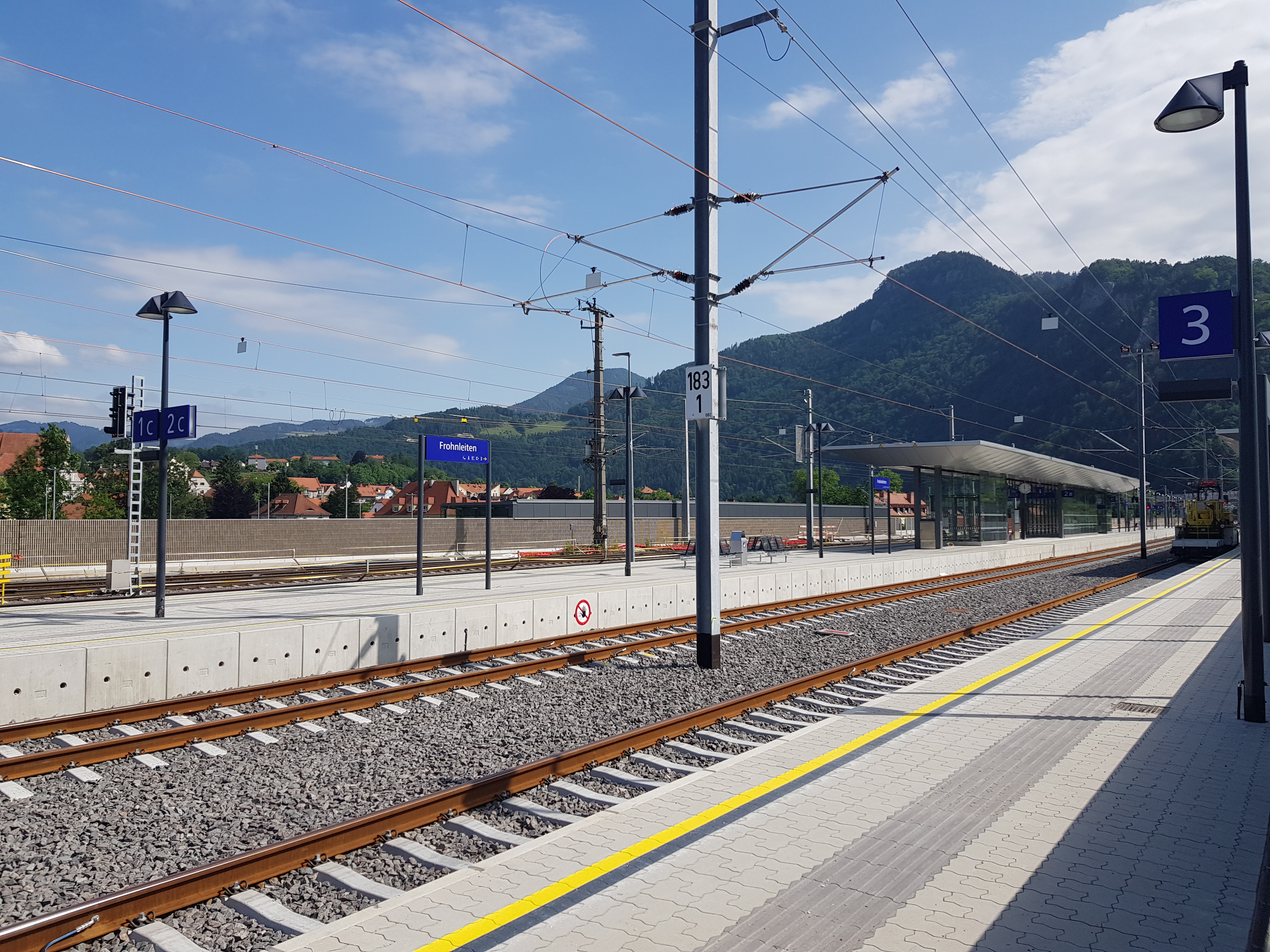
Bahnsteige kurz vor der Inbetriebnahme im Juni 2019

Der Bahnhof liegt in Hochlage ca. 4 Meter über dem Straßenniveau. Hinter einer Stützmauer befindet sich der mit einem Flugdach überdachte Bahnhofsvorplatz. Auf diesem gibt es einen Warteraum sowie eine öffentliche WC-Anlage. Weiters sind dort Park-and-Ride-Plätze vorhanden und es halten die Regiobusse der Linien 100 und 216. Der Haupteingang führt vom Vorplatz direkt in den Personentunnel, von dem aus der 210 Meter lange Mittelbahnsteig 1–2 und der 160 Meter lange Randbahnsteig 3 jeweils über feste Stiegen und Aufzüge erreichbar sind. Hinter Bahnsteig 3 befinden sich zwei Parkplätze, wovon der südliche vom Bahnsteig aus ebenerdig und der nördliche mittels einer Treppe und einer Rampe erreichbar ist. Südlich des Personenbahnhofes befinden sich Gütergleise, auf denen Wagen zur Belieferung der Kartonfabrik Mayr-Melnhof, welche über einen eigenen Gleisanschluss verfügt, abgestellt sowie be- und entladen werden. Zum Verschub kommt eine Lokomotive der Baureihe 2016 zum Einsatz.

## Bahnhofsumbau 2016–2019

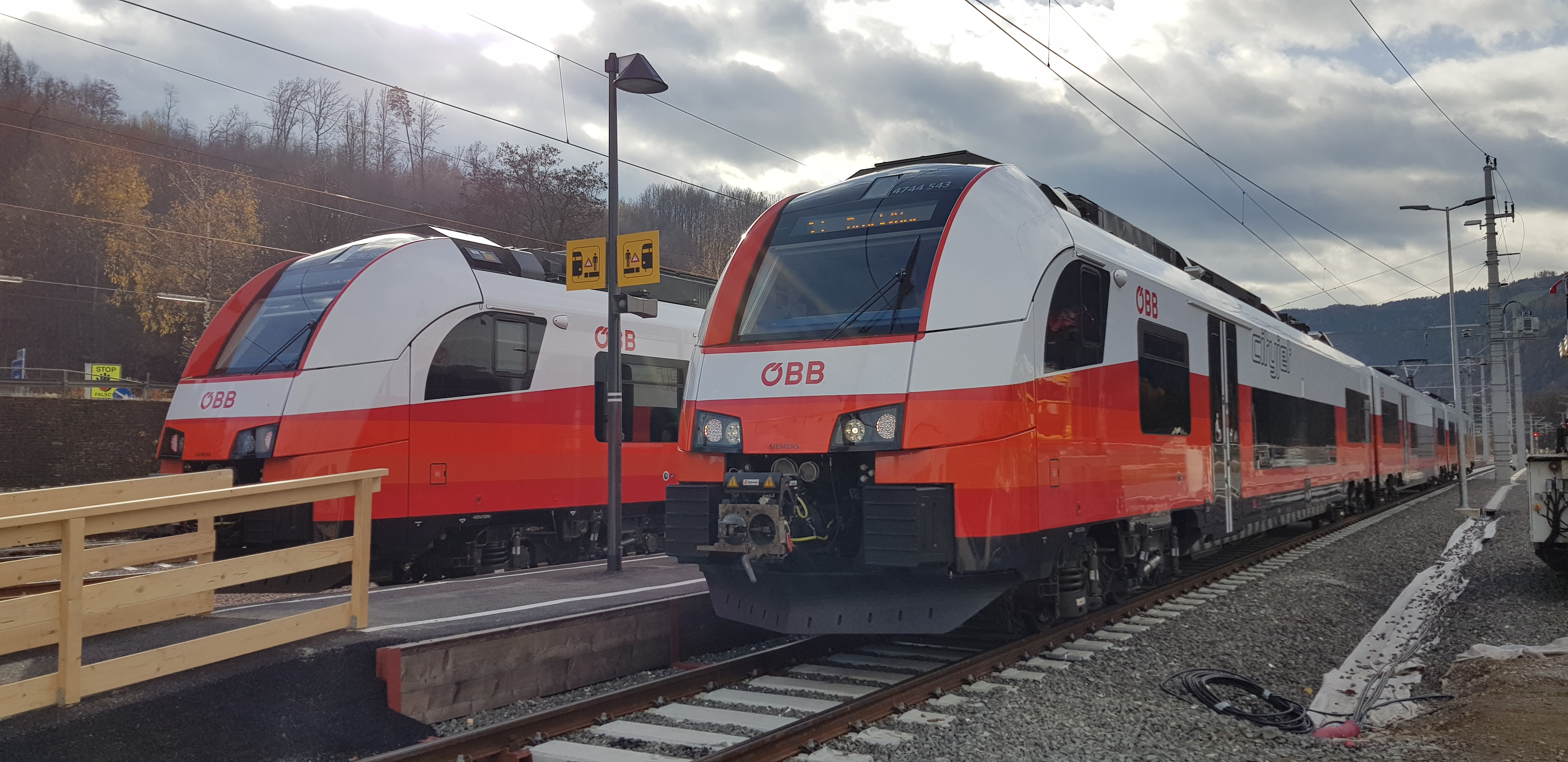
Provisorischer Bahnsteig

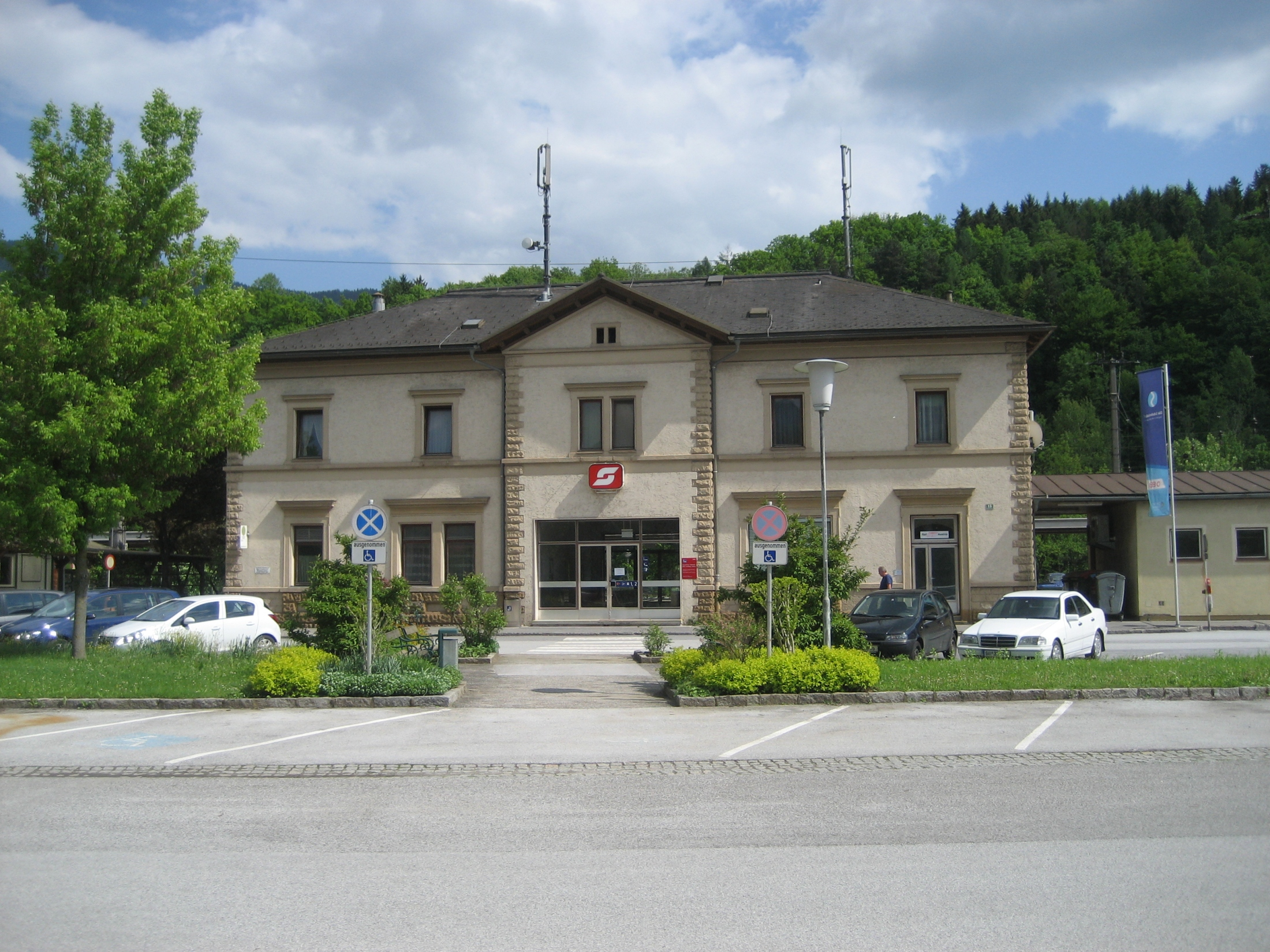
Der mittlerweile abgerissene historische Bahnhof

Im Mai 2016 wurde mit dem Umbau des Bahnhofes begonnen. Bis Anfang 2017 wurde ein elektronisches Stellwerk errichtet, das von Villach aus ferngesteuert wird. Anfang 2017 begannen die Bauarbeiten im Kundenbereich. Der Bahnsteig wurde auf 160 m verkürzt und es wurde mit dem Bau eines provisorischen Bahnsteiges begonnen, von dem aus die Züge seit 19. November 2017, 5:20 Uhr abfahren. Bis dahin wurde auch ein barrierefrei zugänglicher und witterungsgeschützer Wartebereich eingerichtet, in dem Infoscreens mit den Abfahrtszeiten der Züge und Informationen zum Bahnhofsumbau installiert wurden. Der letzte Zug vom alten Bahnsteig fuhr am 19. November 2017 um 0:30 als S1 /  von Bahnsteig 2 nach Mürzzuschlag ab. Am 20. Juni 2019 wurden die neuen Bahnsteige 2 und 3 in Betrieb genommen. Bahnsteig 1 folgte am 25. Juni. Am 18. Oktober veranstalteten die ÖBB zum Abschluss aller Arbeiten ein Eröffnungsfest.
Ziel des Umbaues war der barrierefreie Ausbau und die Errichtung eines zusätzlichen Bahnsteiges sowie die Vergrößerung der Park and Ride-Anlage. Dafür wurden das Bahnhofsgebäude abgerissen und der Hügel abgetragen, um einen ebenerdigen Zugang zum Bahnhof zu schaffen. Zukünftig sollen Züge der S1 zwischen Graz Hauptbahnhof und Frohnleiten kurzgeführt werden, da die südliche Hälfte der Linie stärker ausgelastet ist. Diese Möglichkeit wird seit Dezember 2019 mit dem Zugpaar 4004/4007 genutzt, welches eine neue Frühverbindung zwischen Graz Hbf und Frohnleiten darstellt. Der Bahnsteig 1–2 wurde mit einer Länge von 210 Metern errichtet, um seit Dezember 2019 den Halt eines morgendlichen Railjets von Graz nach Villach und seit Dezember 2020 zweier morgendlicher Schnellzüge von Graz nach Wien und von Schwarzach-St. Veit nach Graz bzw. ab voraussichtlich 2026 Halte der Interregio-Züge (IR) von Graz nach Linz, Klagenfurt (über das Aichfeld) und Bischofshofen zu ermöglichen.

## Linien der Verbundlinie

### Nahverkehr
| Linie                       | Verlauf |
| --------------------------- | --- |
| S-Bahn Steiermark           | Graz Hauptbahnhof – Judendorf-Straßengel – Gratwein-Gratkorn – Stübing – Peggau-Deutschfeistritz – Frohnleiten – Mixnitz-Bärenschützklamm – Pernegg – Bruck an der Mur |
| Regional-Express#Österreich | in Richtung: Spielfeld-Straß, Graz Hauptbahnhof, Leoben Hauptbahnhof, Unzmarkt, Selzthal, Schladming, Mürzzuschlag                                                     |
| 100                         | Bruck an der Mur – Frohnleiten (– Deutschfeistritz) – Friesach – Gratkorn – Graz                                                                                       |
| 216                         | Passail – Fladnitz/Teichalm – Rechberg – Schrems bei Frohnleiten – Frohnleiten                                                                                         |

### Fernverkehr
| Zug    | Verlauf |
| ------ | --- |
| RJ 639 | Graz Hauptbahnhof – Frohnleiten – Bruck an der Mur – Leoben Hauptbahnhof – Knittelfeld – Judenburg – Unzmarkt – Friesach – Treibach-Althofen – St. Veit an der Glan – Klagenfurt Hauptbahnhof – Velden am Wörthersee – Villach Hauptbahnhof        |
| D 619  | Schwarzach-St. Veit – St. Johann im Pongau – Bischofshofen – Altenmarkt im Pongau – Radstadt – Schladming – Öblarn – Stainach-Irdning – Liezen – Selzthal – Stadt Rottenmann – St. Michael – Leoben Hauptbahnhof – Frohnleiten – Graz Hauptbahnhof |
| D 858  | Graz Hauptbahnhof – Frohnleiten – Bruck an der Mur – Kapfenberg – Mürzzuschlag – Semmering – Payerbach-Reichenau – Gloggnitz – Wiener Neustadt Hauptbahnhof – Wien Meidling – Wien Hauptbahnhof                                                    |